# 佐藤泉
佐藤 泉（さとう いずみ、女性、1963年 - ）は、日本の国文学者。専門は近現代日本文学。学位は、文学博士（学位論文「夏目漱石における「日本近代」と「近代」の問題」）。青山学院大学総合研究所人文学研究部長、文学部教授。

## 年譜
- 栃木県足利市生まれ。
- 早稲田大学教育学部国語国文学科卒業。
- 1995年 同大学院文学研究科博士課程修了。「夏目漱石における「日本近代」と「近代」の問題」で文学博士の学位を取得。
- 青山学院短期大学助教授を経て教授
- NHK高校講座「現代文」担当

## 著書
- 『漱石 片付かない〈近代〉』NHKライブラリー、2002年。
- 『戦後批評のメタヒストリー - 近代を記憶する場』岩波書店、2005年。
- 『国語教科書の戦後史』勁草書房、2006年。
- 『一九五〇年代、批評の政治学』中央公論新社〈中公叢書〉、2018年。
- 『死政治の精神史　「聞き書き」と抵抗の文学』青土社、2023

## 共編著
- 青山学院大学文学部日本文学科 編『異郷の日本語』金石範 崔真碩 片山宏行 李静和共著、社会評論社、2009年。
- 『戦争記憶の継承　語りなおす現場から』松尾精文・平田雅博共編著、社会評論社、2011年。